# Wieża Tatlina

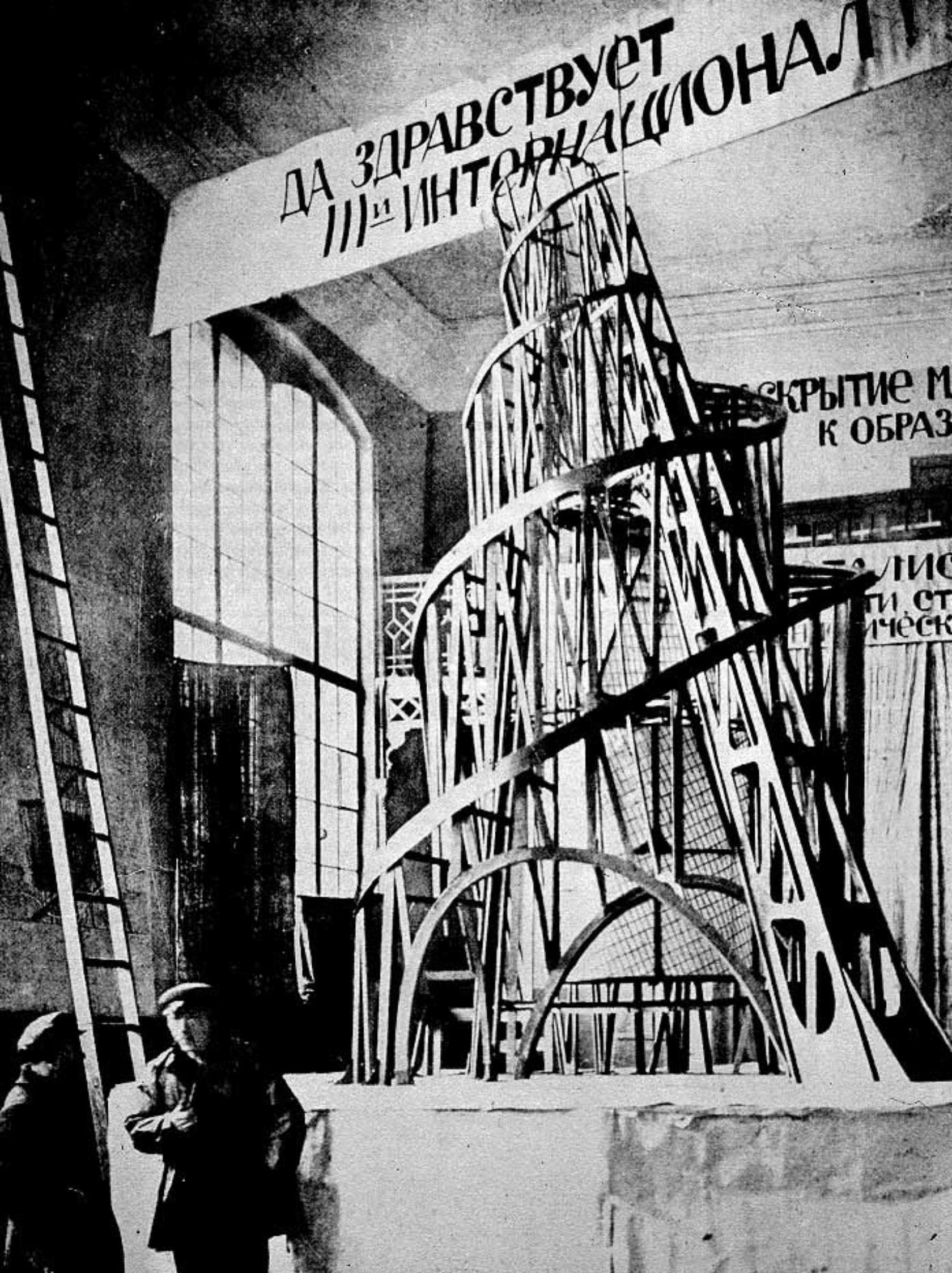
Oryginalna makieta Wieży Tatlina

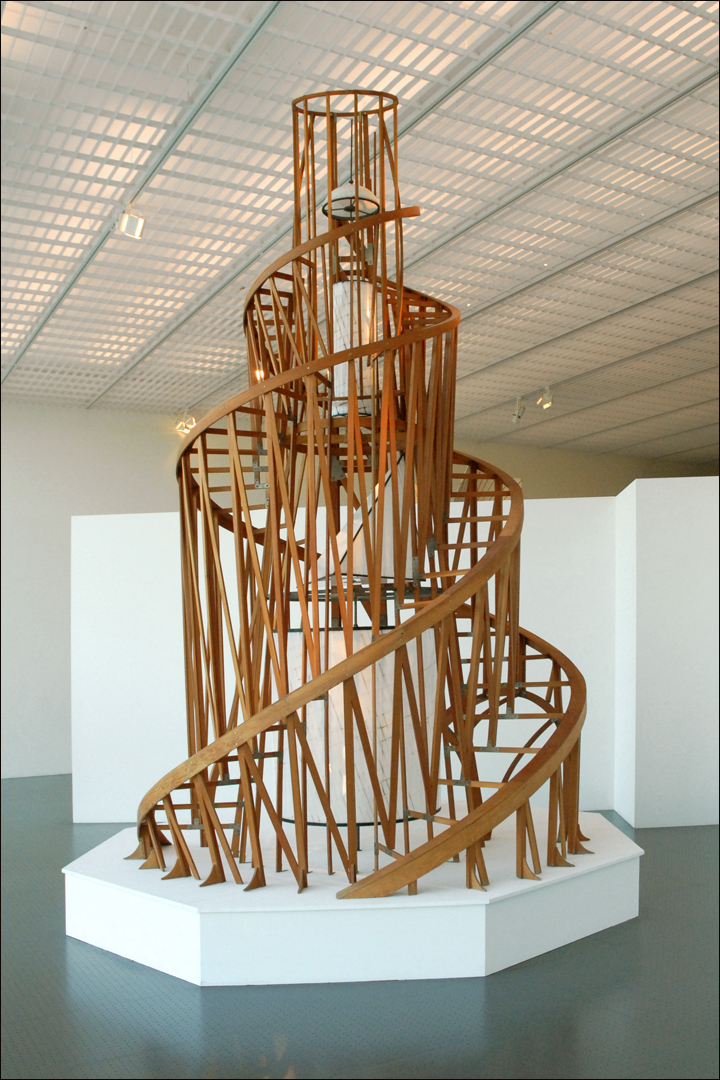
Rekonstrukcja makiety w Centrum Pompidou

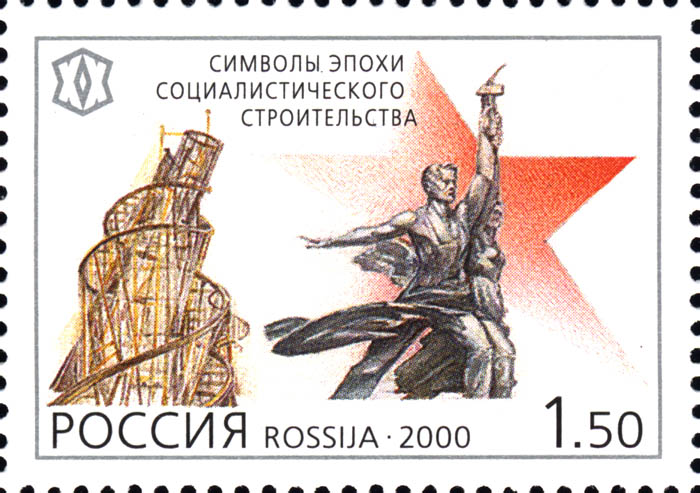
Rosyjski znaczek pocztowy z Wieżą Tatlina (2000)

Wieża Tatlina – niezrealizowany projekt pomnika III Międzynarodówki autorstwa Władimira Tatlina z lat 1919–1920. 
Pomnik miał stanąć w porewolucyjnym Petersburgu i mierzyć 400 m, czyli kilkadziesiąt metrów więcej niż Wieża Eiffla, co czyniłoby go największą konstrukcją na świecie. Wieża miała zostać zbudowana z żelaza, stali oraz szkła. Projekt zyskał światowy rozgłos. 
Wieża nigdy nie została jednak wybudowana i istniała tylko w formie makiet. Żadna nie przetrwała do czasów współczesnych. W 1979 r. w Centrum Pompidou wykonano drewnianą rekonstrukcję makiety Wieży. W 2011 replika wieży w skali 1:40 stanęła na terenie dziedzińca Royal Academy of Arts w Londynie. Znajdowała się tam do 2012.  
Projekt Tatlina stanowi jeden z najsłynniejszych przykładów radzieckiego konstruktywizmu. 

## Nawiązania
- Monument to V. Tatlin, Dan Flavin (1966)[7]
- Bramy, Grzegorz Klaman (2000)[8]
- Fountain of Light, Ai Weiwei (2007)[9]